# Rebarba
La rebarba, terme languedocien parfois orthographié « rebarbe » ou « rhubarbe » dans les textes en français, est l'appellation non protégée d'un fromage fort français du sud-ouest du Massif central.

## Étymologie
Le terme vient de barba, « barbe » ou « duvet », irrégularités de surface que l’on enlève par grattage (comme dans le français « ébarber »), et du préfixe re. Contrairement à ce que semble dire Mistral, suivi par Alibert, qui sous le même terme rebarbo placent la « rebarbe » et la « rhubarbe », les étymologies de ces deux mots ne sont pas les mêmes. La définition de Mistral (« ratissures du fromage de Roquefort ») a été reprise par Littré.

## Historique
Dans son livre « Le cultivateur aveyronnais : leçons élémentaires d'agriculture pratique et vues sur la science de l'exploitation rurale » parut en 1839, A. Durat parlait de la rebarba au sein de l'industrie du fromage de roquefort : « […]Nous nous contenterons de dire qu'elle consiste surtout à racler la moisissure qui se forme à la surface des fromages gras (les roqueforts NDLR). Ces raclures sont enfermées dans de grands pots de terre avec de l'eau de vie et des épiceries; on donne à cette drogue le nom de rhubarbe, parce qu'elle en prend la couleur. Cette rhubarbe, en fermentant, acquiert un goût piquant et fort, qui fait qu'elle est très recherchée par les hommes de peine, auxquels il faut un ragoût âcre, caustique, pour exciter l'appétit et corriger le défaillances d'estomac qu'occasionne le travail durant les chaleurs de l'été[…] »
Le terme apparaît aussi dans l'étude intitulée « Le roquefort de Pline l'Ancien », d'Auguste Fabre, natif de Compeyre, où il souligne la réputation des fromages forts depuis des siècles. Il indique : « Ainsi depuis les monts de la Vaysse jusqu'aux Alpes de Provence en passant par Roquefort et le pont d'Avignon, sous des noms différents rebarbo, cachat, brous, séras, nous trouvons partout, inscrit dans la langue et gravé dans les mœurs, le goût de nos ancêtres pour les fromages forts ».
Dans « L'alimentation paysanne en Gévaudan au XVIIIe siècle » de René-Jean Bernard , « la rebarbe, surtout dans les familles pauvres, complétait utilement un menu parfois bien maigre; on l'obtenait en mélangeant dans un terou le petit lait issu du beurre et celui de la fermentation de la tome. Le tout était placé dans un terou (pot de grès). La rebarbe était parfois laissée à fermenter en plaçant le terou sous un tas de foin. Le fromage obtenu était coulant et d’odeur très forte, proche de la cancoillotte. ».

## Fabrication
Dans les caves de Roquefort, on enlevait les barbes (efflorescences) à la surface des fromages en cours de maturation, à l'aide d’un couteau spécial, le grattoir. La partie enlevée formait la rebarba qui était mise en pot. Un second grattage donnait la rebarba rouge. Ces préparations fromagères étaient destinées à la consommation locale. 

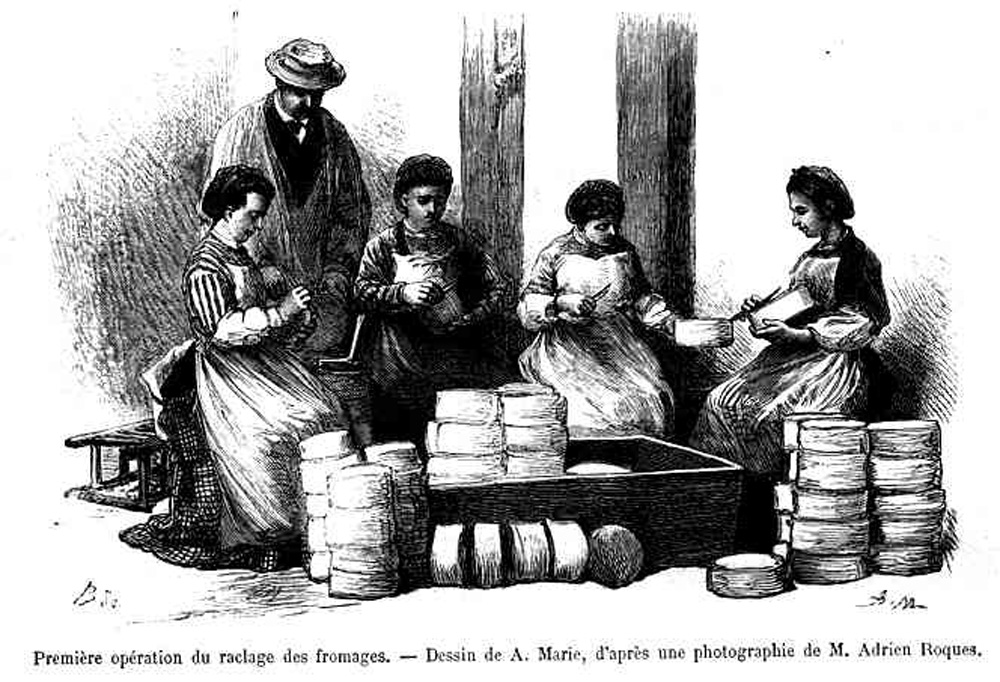
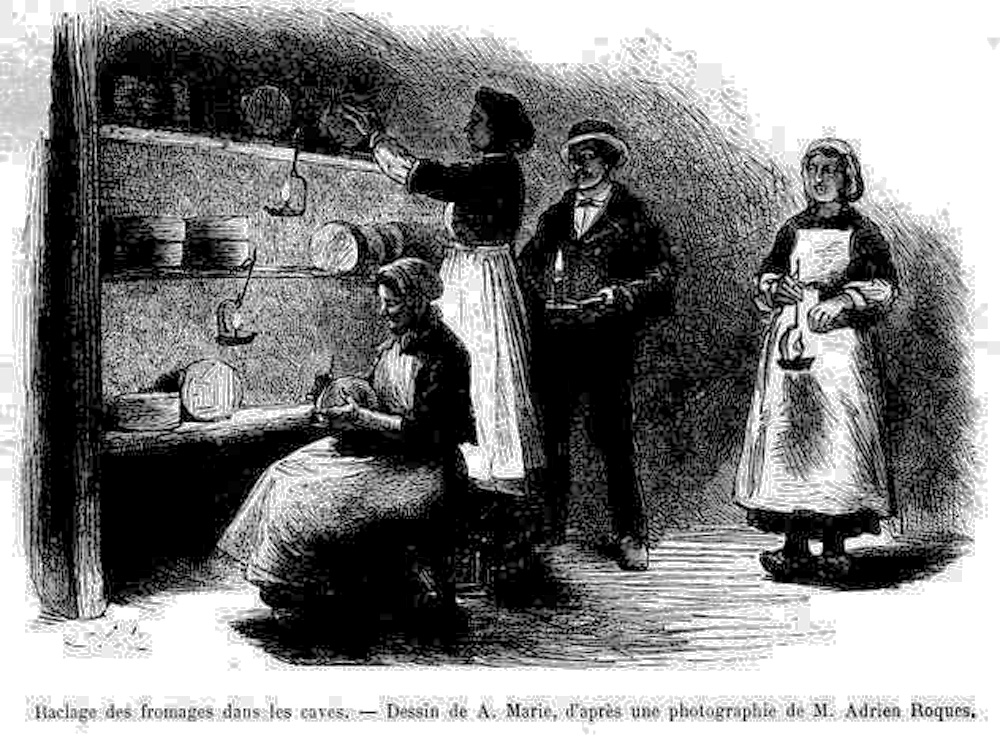

Dans le Rouergue, et particulièrement à Compeyre, importante commune viticole avant le phylloxéra, cette préparation fromagère se faisait en malaxant des vieux roqueforts dans de l'eau-de-vie. Le vin local accompagnait la consommation de ce fromage fort.

## Consommation
La rebarba se consomme assaisonnée d’herbes, d’épices, en accompagnement de pommes de terre, etc.

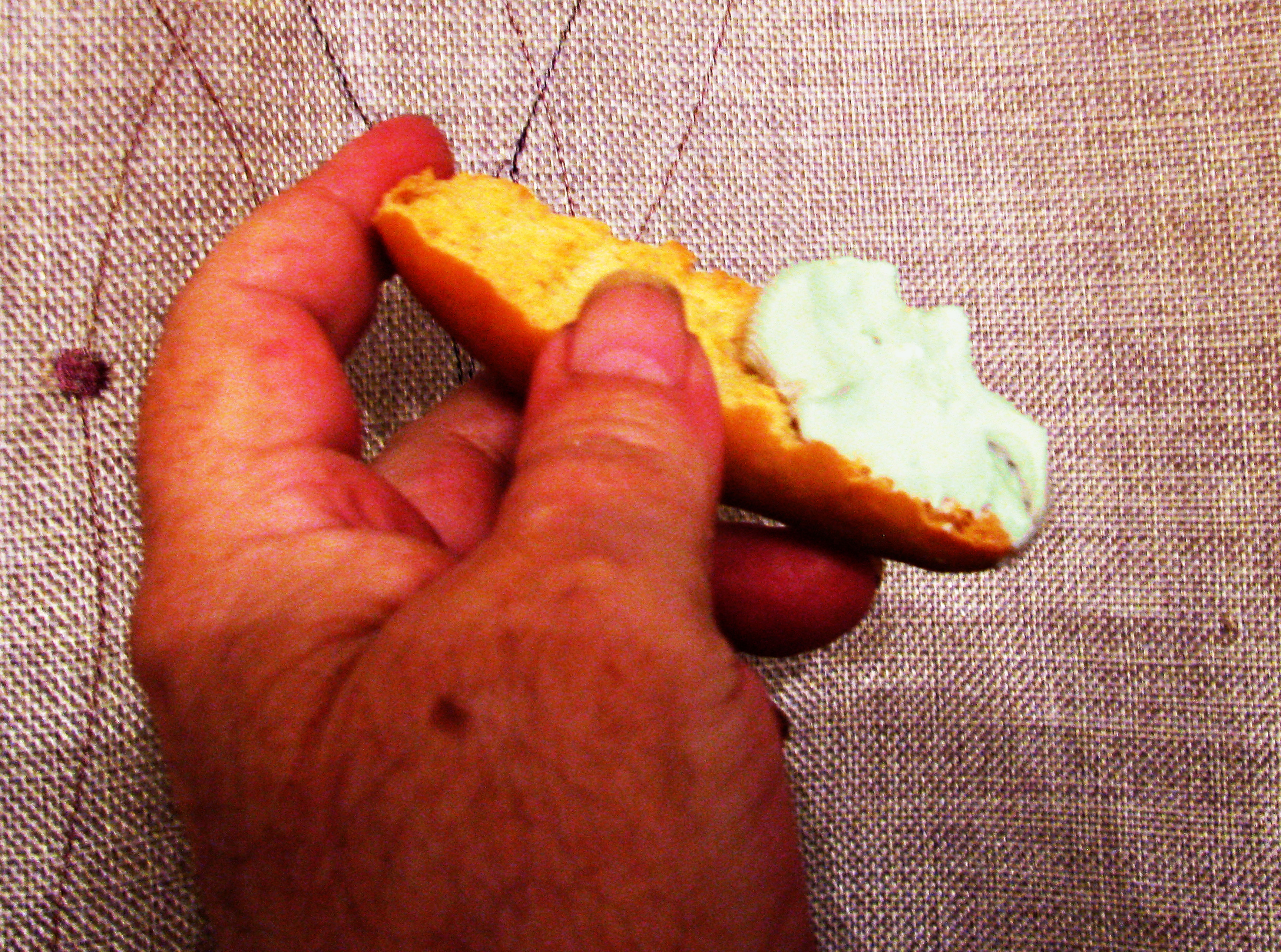
Tartine de rebarba
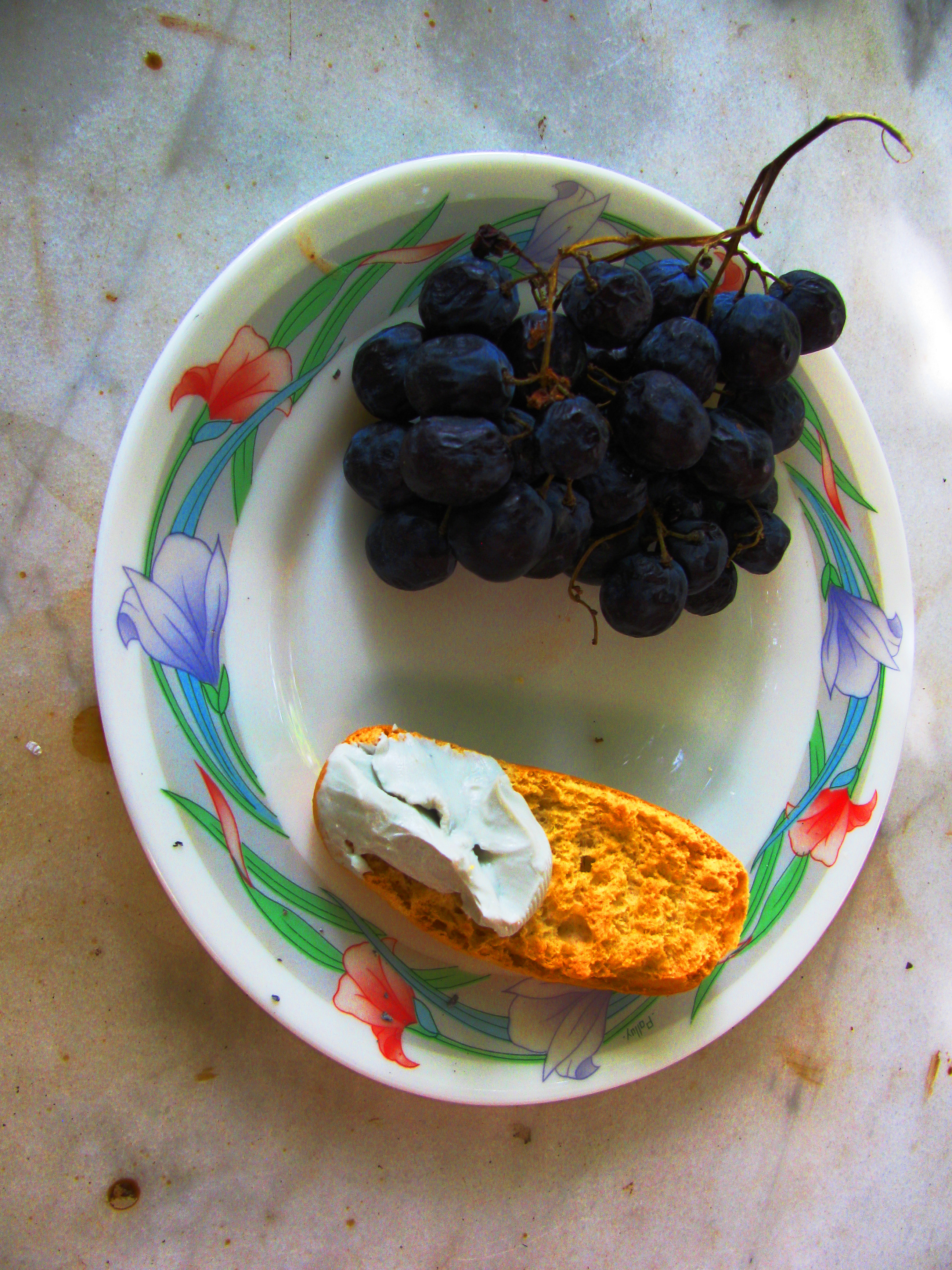
Rebarba et raisin